# جشنواره تلویزیونی جام جم
جشنواره تلویزیونی جام جم نام جشنواره‌ای است که هر سال توسط سازمان صدا و سیما در ایران برگزار می‌شود. اولین دوره این جشنواره سال ۱۳۹۰ برگزار شد.

## سابقه
تاکنون چهار دوره از جشنواره تلویزیونی جام جم برگزار شده‌است، اولین دوره این جشنواره در سال ۱۳۹۰، دومین دوره در سال ۱۳۹۱، سومین دوره در سال ۱۳۹۲، چهارمین دوره در سال ۱۳۹۶ و پنجمین دوره این جشنواره در اسفند ماه سال ۱۳۹۷ برگزار شد.

## بخش‌ها و جوایز
بخش‌هایی که در جشنواره جام جم برای گرفتن تندیس مورد داوری قرار می‌گیرند به شرح زیر است:

### بخش سریال
- تندیس بهترین سریال
- تندیس بهترین کارگردانی
- تندیس بهترین تهیه کنندگی
- تندیس بهترین فیلمنامه‌نویس
- تندیس بهترین بازیگر مرد
- تندیس بهترین بازیگر زن
- تندیس جایزه ویژه هیئت داوران
- تندیس بهترین بهترین مجموعه تلویزیونی (از نگاه مردم)
- تندیس بهترین موسیقی تیتراژ (از نگاه مردم)

### بخش مستند
- تندیس بهترین فیلم مستند
- تندیس بهترین مجموعه مستند
- تندیس بهترین کارگردانی
- تندیس بهترین پژوهش
- تندیس جایزه ویژه مستند

### بخش پویا نمایی
- تندیس بهترین طراحی فضا
- تندیس بهترین کارگردانی
- تندیس بهترین کلیپ موزیکال
- تندیس بهترین تهیه کنندگی
- تندیس بهترین میان برنامه
- تندیس بهترین فیلمنامه
- تندیس بهترین موسیقی
- تندیس بهترین متحرک سازی
- تندیس بهترین طراحی شخصیت
- تندیس بهترین بهترین دستاورد فنی هنری

### بخش مسابقه
- تندیس بهترین مسابقات تلویزیونی
- تندیس بهترین اجرا
- تندیس بهترین مسابقه میدانی
- تندیس بهترین طراحی صحنه و دکور
- تندیس بهترین مسابقه استودیویی
- تندیس بهترین کارگردانی مسابقه استودیویی
- تندیس بهترین کارگردان مسابقه میدانی
- تندیس بهترین صحنه و دکور مسابقه